# Reed Timmer (Meteorologe)
Reed Patrick Timmer (* 17. März 1980 in Grand Rapids, Michigan) ist ein US-amerikanischer Meteorologe und Sturmjäger. Bekannt wurde er unter anderem durch die mittlerweile eingestellte Fernsehserie Verrückt nach Tornados (engl. Storm Chasers), die im Discovery Channel lief, in der er mit seinem Chasing-Team TornadoVideos.Net in seinem Spezialfahrzeug SRV Dominator Unwetter verfolgte und dokumentierte. Im April 2013 trat er dem Stormchasing-Team von KFOR-TV, dem 4WARN Storm Team, bei.
Sein Interesse am Wetter wurde bereits in jungen Jahren geweckt, als er ein Gewitter erlebte, das golfballgroßen Hagel brachte. Im Jahre 1997 begann er sein Meteorologie-Studium an der University of Oklahoma, im Oktober desselben Jahres filmte er dann auch seinen ersten Tornado.
Am 16. Juni 2021 wurde ein Asteroid nach ihm benannt: (118554) Reedtimmer.